# Jaume Minguell i Miret
Jaume Minguell i Miret (Tàrrega, 1922 - 2 de gener de 1991)
fou un artista targarí, pintor i membre del Grup Cogul.

## Obra
L'obra de Jaume Minguell, igual que la de Lluís Trepat, s'insereix de ple en la tradició pictòrica que prové de Tàrrega. El seu pare, Josep Minguell Gené, era pintor i decorador d'edificis, i el seu fill Josep Minguell i Cardenyes també sobresurt com a pintor.
Si deixem de banda els seus reputats treballs en el camp de la pintura mural —que plasmà en nombrosos edificis religiosos i civils des de l'any 1954 fins als inicis de la dècada dels vuitanta—
les constants d'aquesta tradició originària de la capital de l'Urgell es poden definir a través del conreu del paisatge, d'arrel impressionista i fonamentalment urbà, i de la natura morta.
A partir d'aquests fonaments, però, la seva pintura anirà evolucionant progressivament cap a un expressionisme equilibrat, alguns cops fins i tot proper al simbolisme, que atorga un protagonisme especial a les àmplies superfícies de color que omplen uns espais perfectament delimitats pel dibuix, definit a través d'unes gruixudes línies negres que serveixen, alhora, per estructurar molt clarament la composició. Al bell mig d'aquesta evolució, Jaume Minguell obre un parèntesi l'any 1963 quan, recollint els postulats propis de l'Informalisme que Lluís Trepat havia introduït a Lleida a les acaballes dels anys cinquanta, s'endinsa en el món de l'abstracció i s'integra, l'any 1964, en el Grup Cogul. Per a Minguell, però, aquesta és una etapa molt curta, un parèntesi d'experimentació formal que li serveix per a retornar, de manera plenament conscient, a la figuració expressionista, en un terreny similar on l'havia deixat amb anterioritat.

## Premis i reconeixements
L'any 1988 fou guardonat amb el Premi Medalla Morera d'Arts Plàstiques.

## Murals
- Santa Maria de Verdú (1947, 1955)
- Santa Maria de l'Espluga Calba (1954-1959)
- Sant Pere de Bellmunt de Segarra (1958)
- Sant Salvador de Rocafort de Queralt (1958)
- Església parroquial de Santa Maria de l'Alba de Tàrrega (1958-1965)
- Església de Sant Martí de Maldà (1959)
- Santa Maria del Vilet (1959)
- Església de Crist Rei de Reus (1959, destruïda en fer-s'hi obres)[5]
- Església del convent dels carmelites de Tàrrega (1960, parcialment destruïda)[5]
- Hospital de Tàrrega (1960)
- Santa Maria de Tornabous (1961)
- Església nova de Sant Miquel de Mont-roig del Camp (1962-1969)
- Esglesia del Carme de Lleida (1963)
- Antic convent de les carmelites de Lleida (1963)
- Escala principal del palau de la Diputació de Lleida (1964)
- Antic Hospital Provincial de Lleida (1964, actualment al Palau de la Diputació de Lleida)[6]
- Església de Santa Maria de Vallbona de les Monges (1965)
- Fàbrica de confecció de Boldú (1966)
- Sant Salvador de Golmés (1968)
- Casa de Jaume Minguell a Tàrrega (1960, 1970 i 1983)
- Panteó particular del cementiri de Tàrrega (1971)
- Fàbrica Ros Roca de Tàrrega (1971)
- Paeria de Balaguer (1971 i 1973)
- Sant Bartomeu de Riba-roja d'Ebre (1971)
- Menjador privat de l'Hotel Bayona, La Panadella (1972)
- Església de la Mercè de l'Escola Pia de Tàrrega (1974)
- Sant Nicolau de Bellpuig (1975-1980)
- Institut Jerónimo González, de Sama de Llangréu (Astúries) (1976)
- Casa particular a Nembra (Astúries) (1976)

## Exposicions destacades
col·lectives
- Exposició Nacional de Belles Arts (Madrid)
- 1964, 1965 i 1966: Salons de Maig (Barcelona)
- 1967: Premi de Pintura i Gravat "Ciutat de Barcelona" (Palau de la Virreina)
- 1967: Biennal Internacional de Pintura "Premi Estrada Saladrich" (Barcelona)
- 1969: Exposició d'artistes europeus contemporanis (Waldorf-Astoria, Nova York)

individuals
- 1945: Sala Pons i Llobet (Barcelona)
- 1949: Sala Rovira (Barcelona)
- 1952: Cercle de Belles Arts (Lleida)
- 1976: Exposicions monogràfiques sobre Pau Casals (Tarragona, Barcelona i Tàrrega)
- 1988: Galeries Augusta (Barcelona)
- 1988: Institut d'Estudis Ilerdencs (antològica)
- 1989: Museu d'Art Jaume Morera
- 1996: Verdú (pòstuma)